# Tutti (album)
Albums de Cosey Fanni Tutti
Transverse
(2012)
Tutti est un album solo de la musicienne britannique Cosey Fanni Tutti sorti en 2019. Malgré la production prolifique de la musicienne, Tutti est son premier album solo en 36 ans, depuis Time To Tell sorti en 1983.

## L'album

### Contexte
Malgré la production prolifique de la musicienne, Tutti est son premier album solo en 36 ans, depuis Time To Tell sorti en 1983. La sortie fait suite à la publication de son livre autobiographique Art Sex Music en 2017. Selon Tutti, "cet album est une interprétation de mon passé et de mon présent". À l'origine, l'album fut composé pour servir de bande son à Harmonic COUMaction, un film autobiographique montré à la cérémonie d'ouverture de "Hull UK City of Culture" en 2017.

### Réception
À sa sortie en février 2019, Tutti atteint la 21ème place dans le top 50 des albums indépendants britanniques. Selon Charlotte Krol dans les pages du New Musical Express, l'album a une sonorité contemporaine, mais fait le lien avec les musiques électroniques des années 1980 et 90.

### Titres
1. Tutti (4:54)
2. Drone (4:25)
3. Moe (4:28)
4. Sophic Ripple (4:38)
5. Split (5:01)
6. Heliy (5:18)
7. En (4:28)
8. Orenda (4:49)